# Hemeroblemma moniliaris
Hemeroblemma moniliaris là một loài bướm đêm trong họ Erebidae.